# Audubon (Minnesota)
Audubon ist eine Kleinstadt (mit dem Status „City“) im Becker County im mittleren Nordwesten des US-amerikanischen Bundesstaates Minnesota. Das U.S. Census Bureau hat bei der Volkszählung 2020 eine Einwohnerzahl von 560 ermittelt.

## Geografie
Audubon liegt am Audubon Lake auf 46°51′48″ nördlicher Breite und 95°58′54″ westlicher Länge. Der Ort erstreckt sich über 1,45 km².
Benachbarte Orte von Audubon sind Lake Park (10,6 km nordwestlich) und Detroit Lakes (12,2 km südöstlich).
Die nächstgelegenen größeren Städte sind Fargo in North Dakota (62,6 km westlich), Duluth am Oberen See (328 km östlich) und Minneapolis (332 km südöstlich).
Die Grenze zu Kanada befindet sich 261 km nördlich.

## Verkehr
Der U.S. Highway 10 führt in Nordwest-Südost-Richtung durch Audubon. Von diesem zweigen je eine untergeordnete Landstraße in nördliche und südliche Richtung ab. Alle weiteren Straßen sind weiter untergeordnete und teils unbefestigte Fahrwege sowie innerörtliche Verbindungsstraßen.
Parallel zum US 10 verläuft eine Eisenbahnlinie der BNSF Railway.
Mit dem Detroit Lakes Airport befindet sich 12,7 km südöstlich von Audubon ein kleiner Regionalflugplatz. Der nächste Großflughafen ist der 355 km südöstlich gelegene Minneapolis-Saint Paul International Airport.

## Demografische Daten
Nach der Volkszählung im Jahr 2010 lebten in Audubon 519 Menschen in 194 Haushalten. Die Bevölkerungsdichte betrug 357,9 Einwohner pro Quadratkilometer. In den 194 Haushalten lebten statistisch je 2,68 Personen.
Ethnisch betrachtet setzte sich die Bevölkerung zusammen aus 93,4 Prozent Weißen, 1,7 Prozent Afroamerikanern, 2,1 Prozent amerikanischen Ureinwohnern sowie 0,2 Prozent (eine Person) Asiaten; 2,5 Prozent stammten von zwei oder mehr Ethnien ab.
31,6 Prozent der Bevölkerung waren unter 18 Jahre alt, 57,6 Prozent waren zwischen 18 und 64 und 10,8 Prozent waren 65 Jahre oder älter. 48,6 Prozent der Bevölkerung war weiblich.

Das mittlere jährliche Einkommen eines Haushalts lag bei 41.667 USD. Das Pro-Kopf-Einkommen betrug 17.625 USD. 23,7 Prozent der Einwohner lebten unterhalb der Armutsgrenze.